# Altwelt-Rundblattnasen
Die Altwelt-Rundblattnasen (Hipposideros) ist eine Fledermaus-Gattung in der Familie der Rundblattnasen mit über 70 Arten, die in den Tropen der Alten Welt vorkommen. Die meisten Arten leben in den südlichen Teilen Asiens, auf Neuguinea, den Salomonen und Australien, 14 Arten in Afrika.

## Merkmale
Zu den Altwelt-Rundblattnasen gehören sehr große, mittelgroße und kleine bis sehr kleine Fledermäuse. Von anderen Rundblattnasen unterscheiden sie sich durch die Kombination folgender Merkmale: der hintere Teil des Nasenblatts hat eine mehr oder weniger elliptische Form, der obere Rand ist glatt und verfügt nicht über die drei spitzen an einen Dreizack erinnernden Auswüchse der anderen Rundblattnasen. Der Schwanz ist fast völlig von der Schwanzflughaut (Uropatagium) eingebettet, nur bei einigen Arten stehen die letzten ein oder zwei Wirbel vor. Der Scheitelkamm erstreckt sich nicht bis auf den hinteren Schädel. Das Fell ist meist rötlich oder bräunlich gefärbt.

## Arten

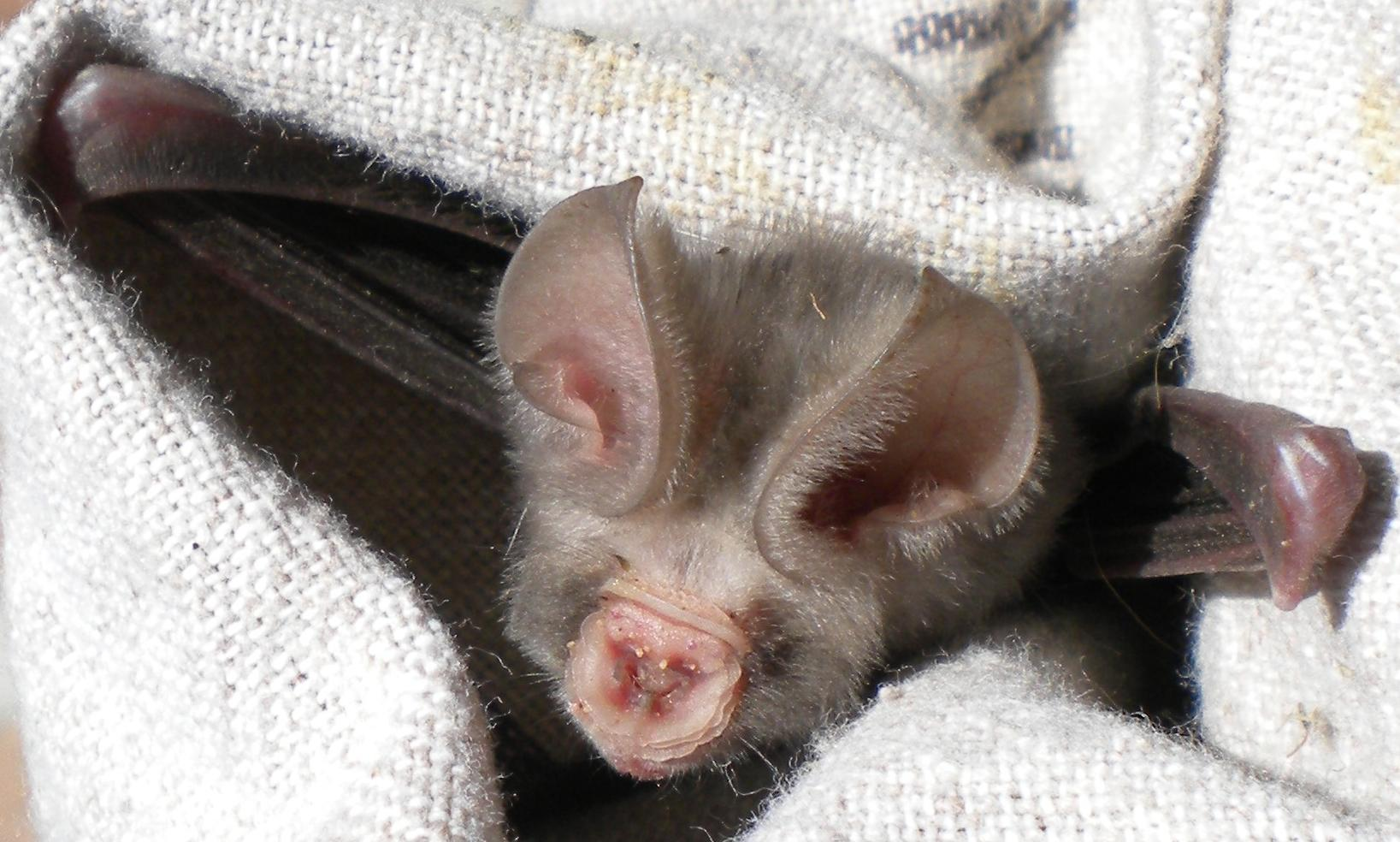
Hipposideros caffer

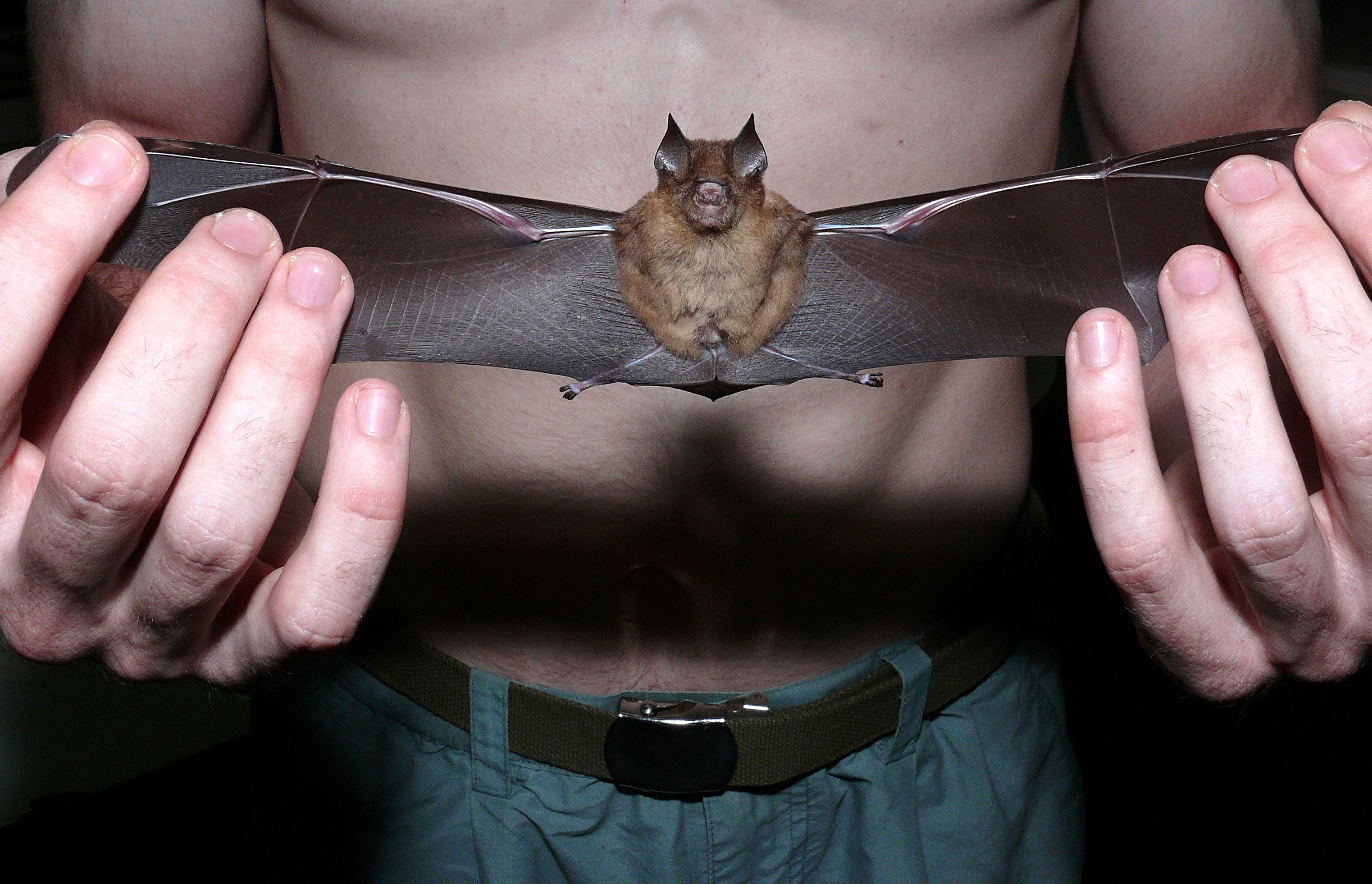
Hipposideros cervinus

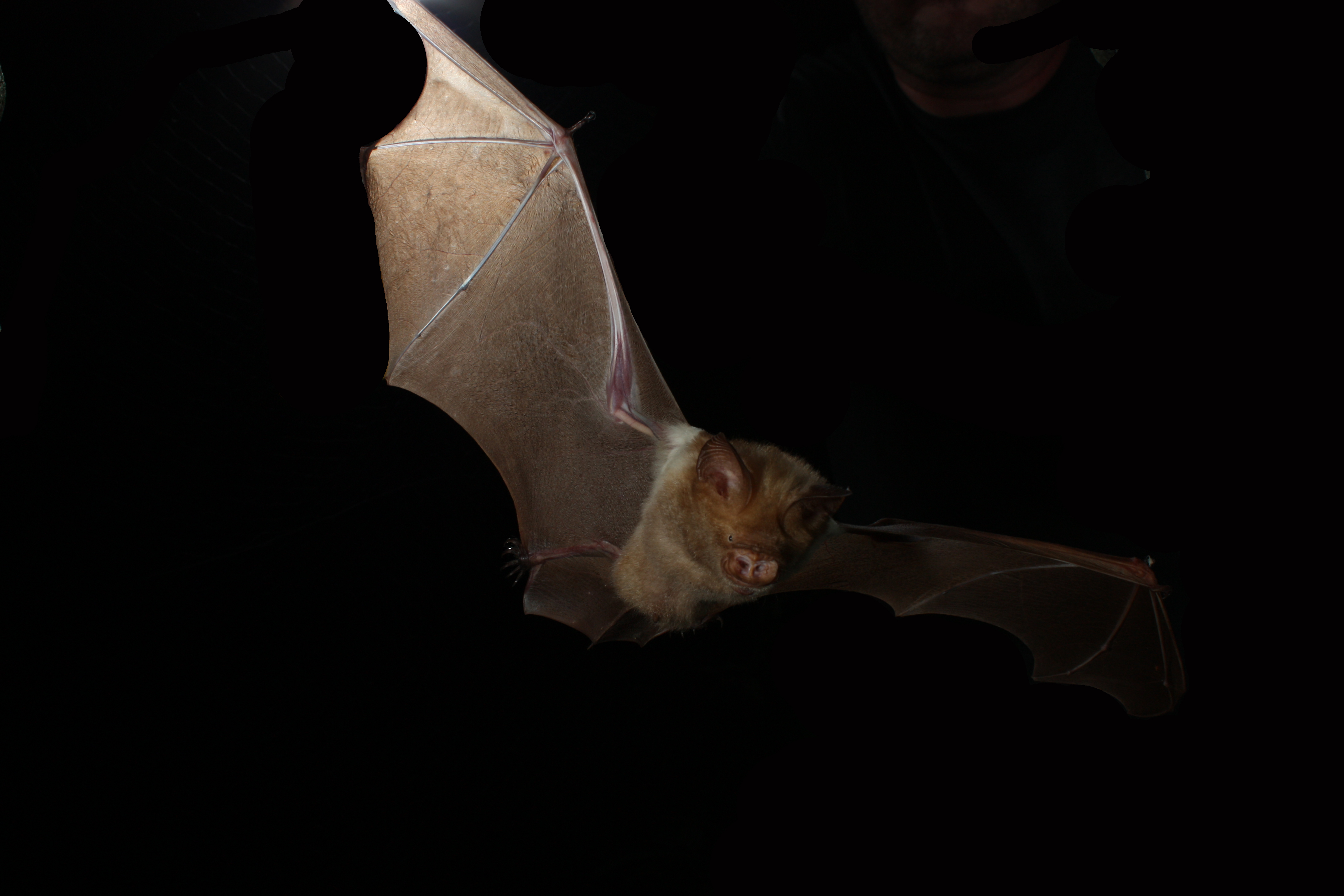
Hipposideros diadema

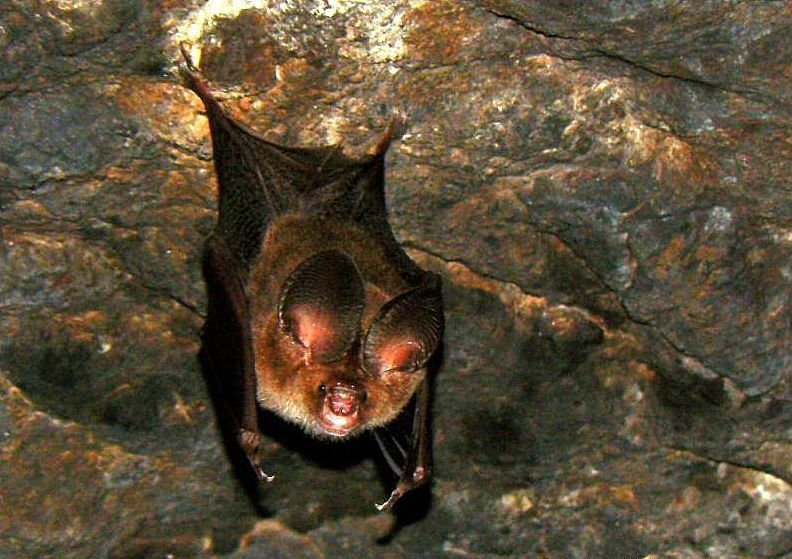
Hipposideros fulvus

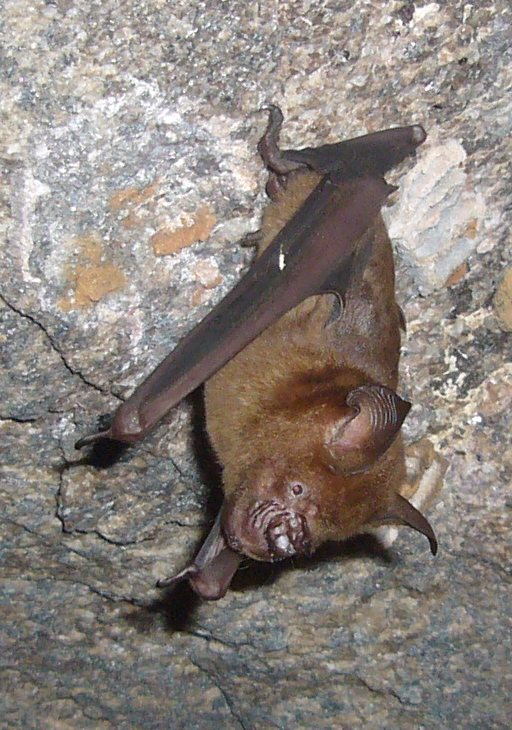
Hipposideros lankadiva

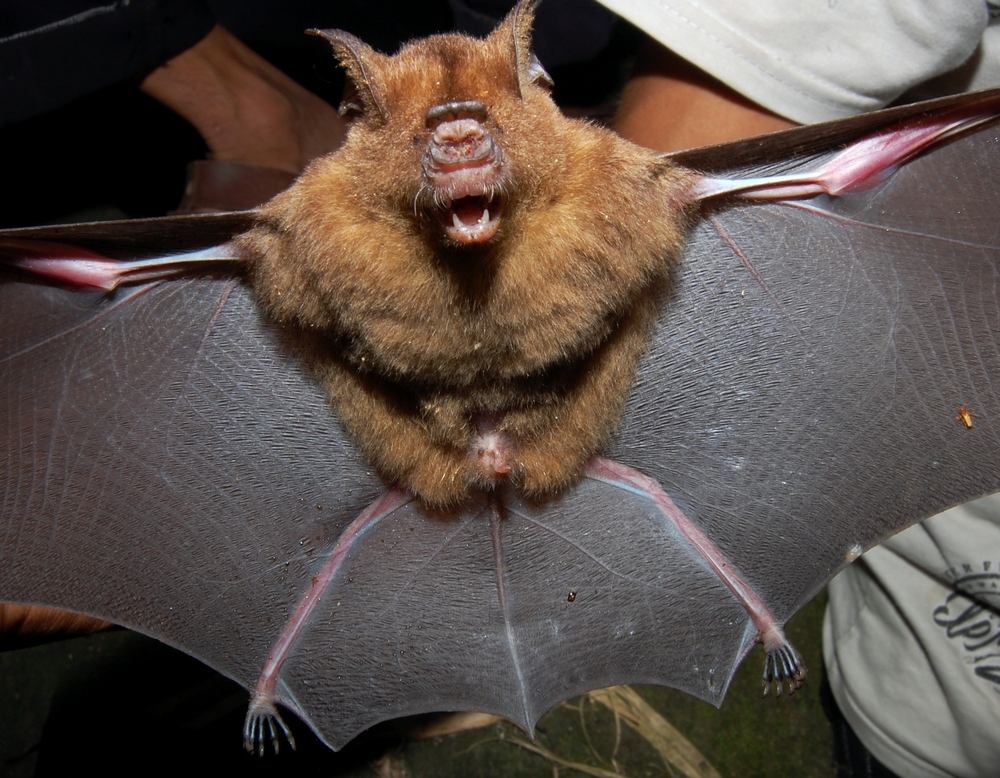
Hipposideros larvat

- Aba-Rundblattnase (Hipposideros abae)
- Hipposideros armiger
- Dunkle Rundblattnase (Hipposideros ater)
- Benito Rundblattnase (Hipposideros beatus)
- Anjohibe-Rundblattnase (Hipposideros besaoka) (ausgestorben)
- Hipposideros boeadii
- Hipposideros bicolor
- Hipposideros breviceps
- Gewöhnliche Rundblattnase (Hipposideros caffer)
- Hipposideros calcaratus
- Kamerun-Rundblattnase (Hipposideros camerunensis)
- Hipposideros celebensis
- Hipposideros cervinus
- Aschgraue Rundblattnase (Hipposideros cineraceus)
- Commerson-Rundblattnase (Hipposideros commersoni)
- Hipposideros coronatus
- Hipposideros corynophyllus
- Hipposideros coxi
- Timor-Blattnasenfledermaus (Hipposideros crumeniferus)
- Hipposideros cryptovalorona[1]
- Kurzschwanz-Rundblattnase (Hipposideros curtus)
- Zyklopen-Rundblattnase (Hipposideros cyclops)
- Hipposideros demissus
- Diadem-Rundblattnase (Hipposideros diadema)
- Hipposideros dinops
- Hipposideros doriae
- Hipposideros durgadasi
- Hipposideros dyacorum
- Hipposideros edwardshilli
- Hipposideros fasensis
- Temmincks Rundblattnase (Hipposideros fuliginosus)
- Hipposideros fulvus
- Cantor-Rundblattnase (Hipposideros galeritus)
- Riesen-Rundblattnase (Hipposideros gigas)
- Hipposideros grandis
- Hipposideros halophyllus
- Hipposideros hypophyllus
- Hipposideros inexpectatus
- Hipposideros inornatus
- Jones Rundblattnase (Hipposideros jonesi)
- Hipposideros khaokhouayensis
- Hipposideros khasiana
- Hipposideros kingstonae[2]
- Nimba Rundblattnase (Hipposideros lamottei)
- Hipposideros lankadiva
- Hipposideros larvatus
- Hipposideros lekaguli
- Hipposideros lylei
- Hipposideros macrobullatus
- Hipposideros madurae
- Hipposideros maggietaylorae
- Marisas Rundblattnase (Hipposideros marisae)
- Großohr-Rundblattnase (Hipposideros megalotis)
- Hipposideros muscinus
- Hipposideros nequam
- Hipposideros obscurus
- Hipposideros orbiculus
- Hipposideros papua
- Hipposideros parnabyi
- Hipposideros pelingensis
- Pomona-Rundblattnase (Hipposideros pomona)
- Hipposideros pratti
- Hipposideros pygmaeus
- Hipposideros ridleyi
- Hipposideros rotalis
- Noacks Rundblattnase (Hipposideros ruber)
- Hipposideros scutinares
- Hipposideros semoni
- Hipposideros sorenseni
- Schneider-Rundblattnase (Hipposideros speoris)
- Hipposideros srilankaensis[3]
- Hipposideros stenotis
- Hipposideros sumbae
- Hipposideros tephrus
- Hipposideros thomensis
- Hipposideros turpis
- Gestreifte Rundblattnase (Hipposideros vittatus)
- Hipposideros wollastoni

## Systematik
Dier Gattung Hipposideros wurde 1831 durch den britischen Zoologen John Edward Gray eingeführt. Mit heute über 70 Arten ist sie die artenreichste Gattung in der Familie der Rundblattnasen (Hipposideridae). In der Vergangenheit wurde zweimal, 1941 durch George Henry Hamilton Tate und 1963 durch John Edwards Hill, versucht, die Arten in unterschiedlichen, auf morphometrische Charakteristika beruhende Artengruppen zusammenzufassen. Ob diese Gruppen wirklich monophyletisch sind oder ihre gemeinsamen Merkmale aufgrund einer konvergenten Evolution erhielten, ist bis heute umstritten. Auch die Monophylie von Hipposideros ist bis heute unsicher.